# Donat Zejnullahu
Donat Zejnullahu, född 26 juni 2003, är en svensk fotbollsspelare som spelar för Lindome GIF.

## Karriär
Zejnullahu skrev i juni 2020 ett A-lagskontrakt med Gais efter flera år i lagets akademi. Han fick dock minimalt med speltid i klubben, delvis på grund av dubbla korsbandsskador, och efter säsongen 2022 meddelade klubben att hans kontrakt inte förlängs.
I februari 2023 meddelades att Zejnullahu skrivit på för division 2-klubben Qviding FIF. Inför säsongen 2024 gick han till Lindome GIF, även de i division 2.